# Rivière Nemiscau
Pour les articles homonymes, voir Nemiscau.
La rivière Nemiscau est un affluent du lac Nemiscau lequel est traversé par la rivière Rupert. La rivière Nemiscau est un cours d'eau de la municipalité de Eeyou Istchee Baie-James, dans la région administrative du Nord-du-Québec, au Québec, au Canada.

## Géographie
La rivière Nemiscau coule sur une centaine de kilomètres du nord-est au sud-ouest dans le Nord-du-Québec en passant au sud du hameau de Nemaska (municipalité de village cri). La rivière prend ses eaux d'un ensemble de lacs situés à l'est et au sud-est du Réservoir de l'Eastmain ; le lac de tête étant à 5,7 km au sud de la rivière Eastmain, soit à l'est d'un sommet culminant à 450 m d'altitude. Dans son cours supérieur fort complexe, la rivière traverse de nombreux lacs et marais, dont les lacs Cramoisy, Teilhard, Biggar et des Montagnes.
Les bassins versants voisins sont :
- côté nord : rivière Pontax, rivière Eastmain, réservoir de l'Eastmain ;
- côté est : rivière Eastmain ;
- côté sud : rivière Rupert ;
- côté ouest : lac Nemiscau.

Au terme de son parcours, la rivière se déverse au fond de la pointe nord du lac Nemiscau, lequel épouse la forme d'un U ouvert vers le nord-est. L'autre extrémité de ce U qui recueille les eaux de la rivière Rupert. Le lac Nemiscau est située au nord du lac Giffard et du lac Evans, ainsi qu'au sud du lac Jolliet.

## Toponymie
En 1672, l'explorateur Charles Albanel (prêtre catholique) avait attribué le toponyme "Nemiskausipiou" pour nommer la rivière Rupert actuelle. Lors de son voyage de 1679, Louis Jolliet faisait aussi référence au terme "Nemisco" pour désigner l'actuelle rivière Rupert. Les notes manuscrites de Jolliet indiquent : « Mon entrée dans les terres fut par le Saguenay, qui vient proche d'un grand lac, nommé Timigaming (soit le lac Mistassini), source de la rivière Némiskau (soit la Rupert), qui se décharge dans la baie du Nord (soit la baie James), sur laquelle je fis toute ma route jusqu'à la mer ».
Le toponyme "Nemiscau" désignant ce cours d'eau est en usage depuis les années 1940. À cause de la remontée des eaux, ce cours d'eau devint le lac Nemiscau, avant que les eaux ne rejoignent la rivière Rupert. En 1982, la Commission de toponymie du Québec officialisa le déplacement toponymique en désignant ce cours d'eau "Rivière Nemiscau".
Dès 1690, les cartes géographiques font référence à l'appellation "Rupert" qui désigne la rivière et le fort. Ultérieurement, les cartes de Claude-Charles Bacqueville de La Potherie utilisent la graphie « R. Rupert » et celles du père Laure en 1731-1732 et « R. Rupert ». En 1744, Nicolas Bellin utilise aussi la graphie « R. Nemiscau ».
Ultérieurement, l'appellation "Rivière Rupert" a prévalu jusqu'au XXe siècle. Le toponyme Nemiscau a été récupéré, mais en le déplacement vers le nord-est pour identifier l'embranchement de la rivière restée innommée jusqu'aux années 1940.
En langue Cri, le terme "Nemiscau" signifie : "là où le poisson abonde". « R. des François » figure sur la carte intitulée "Partie de la Nouvelle France", par Alexis Jaillot, Paris, 1685. « Miskoutenagachit » est inscrit sur la "Carte du Canada ou de la Nouvelle France et des découvertes qui y ont été faites", par Guillaume Delisle, Paris 1703. La carte "A New and Exact Map of the Dominions of the King of great Britain on ye continent of North America" ([Londres], 1715, révisée en 1732 ou après) indique « Miskautenagachit R. ».
Le toponyme rivière Nemiscau a été officialisé le 2 décembre 1982 à la Banque des noms de lieux de la Commission de toponymie du Québec.